# Zintiotitlán
Zintiotitlán är en ort i Mexiko.   Den ligger i kommunen José Joaquín de Herrera och delstaten Guerrero, i den sydöstra delen av landet, 220 km söder om huvudstaden Mexico City. Zintiotitlán ligger 1 495 meter över havet och antalet invånare är 183.
Terrängen runt Zintiotitlán är kuperad norrut, men söderut är den bergig. Runt Zintiotitlán är det ganska glesbefolkat, med 43 invånare per kvadratkilometer. Närmaste större samhälle är Tomactilicán, 1,8 km nordost om Zintiotitlán. I omgivningarna runt Zintiotitlán växer huvudsakligen savannskog.